# Distretto di Besalampy
Il distretto di Besalampy è un distretto del Madagascar situato nella regione di Melaky. Ha per capoluogo la città di Besalampy.
La popolazione del distretto è di 67 459 abitanti (censimento 2011).